# Tirol Raiders 2017
Questa voce raccoglie le informazioni riguardanti i Tirol Raiders nelle competizioni ufficiali della stagione 2017.

## Prima squadra

### Austrian Football League 2017

#### Stagione regolare
| Traun 25 marzo 2017, ore 17:00 1ª giornata | Traun Steelsharks | 14 – 62 (0-6 0-35 7-7 7-14) | Tirol Raiders | Trauner Stadion (2000 spett.) |

| Innsbruck 1º aprile 2017, ore 14:30 2ª giornata | Tirol Raiders | 33 – 27 (14-6 6-6 7-3 6-12) | Vienna Vikings | Tivoli-Neu Stadion (4188 spett.) |

| Lubiana 15 aprile 2017, ore 15:00 3ª giornata | Ljubljana Silverhawks | 27 – 61 (0-28 7-16 0-14 20-3) | Tirol Raiders | Športni Park |

| Innsbruck 29 aprile 2017, ore 14:30 4ª giornata | Tirol Raiders | 58 – 13 (20-7 17-6 14-0 7-0) referto | AFC Rangers Mödling | Tivoli-Neu Stadion (2800 spett.) |

| Graz 13 maggio 2017, ore 15:00 CEST 5ª giornata | Graz Giants | 14 – 31 (7-3 0-7 7-7 0-14) referto | Tirol Raiders | Stadion Eggenberg (1500 spett.) |

| Vienna 20 maggio 2017 6ª giornata | Vienna Vikings | 31 – 14 (7-0 10-7 7-7 7-0) referto | Tirol Raiders | Hohe Warte Stadion |

| Innsbruck 3 giugno 2017, ore 17:00 CEST 7ª giornata | Tirol Raiders | 56 – 49 (21-14 14-28 21-7 0-0) referto | Graz Giants | Tivoli-Neu Stadion (3500 spett.) |

| Wattens 17 giugno 2017, ore 16:00 CEST 8ª giornata | Tirol Raiders | 70 – 14 (21-14 14-0 21-0 14-0) referto | Cineplexx Blue Devils | Gernot Langes Stadion (900 spett.) |

| Wattens 24 giugno 2017, ore 16:00 CEST 9ª giornata | Tirol Raiders | 45 – 19 (7-0 10-13 14-6 14-0) referto | Danube Dragons | Gernot Langes Stadion (700 spett.) |

| Mödling 1º luglio 2017, ore 16:00 CEST 10ª giornata | AFC Rangers Mödling | 16 – 55 (0-6 3-14 0-7 13-28) referto | Tirol Raiders | Stadion Mödling |

#### Playoff
| Innsbruck 22 luglio 2017, ore 19:00 Semifinale | Tirol Raiders | 45 – 27 (3-0 21-7 7-12 14-8) referto | Ljubljana Silverhawks | Tivoli-Neu Stadion |

| Klagenfurt am Wörthersee 29 luglio 2017, ore 19:30 Austrian Bowl | Vienna Vikings | 45 – 26 (7-0 17-14 7-6 14-6) referto | Tirol Raiders | Wörthersee Stadion (4400 spett.) |

### Central European Football League

#### Stagione regolare
| Breslavia 22 aprile 2017 2ª giornata | Panthers Wrocław | 20 – 33 (13-3 7-21 0-6 0-3) referto | Tirol Raiders | Stadion Olimpijski |

| Innsbruck 6 maggio 2017 3ª giornata | Tirol Raiders | 35 – 0 (7-0 0-0 21-0 7-0) referto | Triangle Razorbacks | Tivoli-Neu Stadion |

#### Playoff
| Innsbruck 10 giugno 2017 CEFL Bowl | Tirol Raiders | 55 – 20 | Kragujevac Wild Boars | Tivoli-Neu Stadion |

### Statistiche di squadra
| Competizione             | %Vittorie | In casa | In casa | In casa | In casa | In casa | In casa | In trasferta | In trasferta | In trasferta | In trasferta | In trasferta | In trasferta | Totale | Totale | Totale | Totale | Totale | Totale |
| Competizione             | %Vittorie | G       | V       | N       | P       | Pf      | Ps      | G            | V            | N            | P            | Pf           | Ps           | G      | V      | N      | P      | Pf     | Ps     |
| ------------------------ | --------- | ------- | ------- | ------- | ------- | ------- | ------- | ------------ | ------------ | ------------ | ------------ | ------------ | ------------ | ------ | ------ | ------ | ------ | ------ | ------ |
| AFL - Stagione regolare  | .900      | 5       | 5       | 0       | 0       | 262     | 122     | 5            | 4            | 0            | 1            | 223          | 102          | 10     | 9      | 0      | 1      | 485    | 224    |
| AFL - Playoff            | .500      | 1       | 1       | 0       | 0       | 45      | 27      | 1            | 0            | 0            | 1            | 26           | 45           | 2      | 1      | 0      | 1      | 71     | 72     |
| CEFL - Stagione regolare | 1.000     | 1       | 1       | 0       | 0       | 35      | 0       | 1            | 1            | 0            | 0            | 33           | 20           | 2      | 2      | 0      | 0      | 68     | 20     |
| CEFL - Playoff           | 1.000     | 1       | 1       | 0       | 0       | 55      | 20      | 0            | 0            | 0            | 0            | 0            | 0            | 1      | 1      | 0      | 0      | 55     | 20     |
| Totale                   | .867      | 8       | 8       | 0       | 0       | 397     | 169     | 7            | 5            | 0            | 2            | 282          | 167          | 15     | 13     | 0      | 2      | 679    | 336    |

## Seconda squadra

### AFL - Division I 2017

#### Stagione regolare
| Landeck 26 marzo 2017, ore 15:15 1ª giornata | Tirol Raiders JV | 21 – 35 (7-0 7-6 7-15 0-14) referto | Amstetten Thunder | Stadion Perjen |

| 2 aprile 2017, ore 15:00 2ª giornata | Salzburg Bulls | 27 – 20 (6-0 0-6 7-0 14-14) referto | Tirol Raiders JV |  |

| 16 aprile 2017, ore 15:00 3ª giornata | Vienna Knights | 40 – 0 (6-0 14-0 8-0 12-0) referto | Tirol Raiders JV |  |

| 30 aprile 2017, ore 15:15 4ª giornata | Tirol Raiders JV | 33 – 35 referto | Styrian Bears |  |

| 28 maggio 2017, ore 15:15 6ª giornata | Tirol Raiders JV | 29 – 24 (6-7 7-10 3-7 13-0) referto | Salzburg Bulls |  |

| 10 giugno 2017, ore 15:00 CEST 7ª giornata | Amstetten Thunder | 40 – 20 (7-7 0-0 14-6 19-7) referto | Tirol Raiders JV |  |

| 17 giugno 2017, ore 15:00 CEST 8ª giornata | Styrian Bears | 35 – 42 (20-14 8-21 0-0 7-7) referto | Tirol Raiders JV |  |

| 9 luglio 2017, ore 15:15 CEST 10ª giornata | Tirol Raiders JV | 0 – 35 (0-7 0-28 0-0 0-0) referto | Vienna Knights |  |

### Statistiche di squadra
| Competizione      | %Vittorie | In casa | In casa | In casa | In casa | In casa | In casa | In trasferta | In trasferta | In trasferta | In trasferta | In trasferta | In trasferta | Totale | Totale | Totale | Totale | Totale | Totale |
| Competizione      | %Vittorie | G       | V       | N       | P       | Pf      | Ps      | G            | V            | N            | P            | Pf           | Ps           | G      | V      | N      | P      | Pf     | Ps     |
| ----------------- | --------- | ------- | ------- | ------- | ------- | ------- | ------- | ------------ | ------------ | ------------ | ------------ | ------------ | ------------ | ------ | ------ | ------ | ------ | ------ | ------ |
| Stagione regolare | .250      | 4       | 1       | 0       | 3       | 83      | 129     | 4            | 1            | 0            | 3            | 82           | 142          | 8      | 2      | 0      | 6      | 165    | 271    |
| Totale            | .250      | 4       | 1       | 0       | 3       | 83      | 129     | 4            | 1            | 0            | 3            | 82           | 142          | 8      | 2      | 0      | 6      | 165    | 271    |